# Dennis Cirkin
Dennis Cirkin (Dublino, 6 aprile 2002) è un calciatore irlandese con cittadinanza inglese naturalizzato azero di origini lettoni, difensore del Sunderland.

## Carriera

### Club
Cirkin è cresciuto nel settore giovanile del Tottenham. L'11 agosto 2021 è stato acquistato dal Sunderland e tre giorni più tardi ha debuttato nel calcio professionistico in occasione dell'incontro di Football League One vinto 2-1 contro il MK Dons.
Ha segnato il suo primo gol il 15 ottobre 2022, nell'incontro casalingo di Championship vinto 2-1 contro il Wigan.

### Nazionale
Ha giocato nelle nazionali giovanili inglesi Under-16, Under-17, Under-18 ed Under-20.

## Statistiche

### Presenze e reti nei club
Statistiche aggiornate al 9 novembre 2024.
| Stagione        | Squadra         | Campionato      | Campionato | Campionato | Coppe nazionali | Coppe nazionali | Coppe nazionali | Coppe continentali | Coppe continentali | Coppe continentali | Altre coppe | Altre coppe | Altre coppe | Totale | Totale |
| Stagione        | Squadra         | Comp            | Pres       | Reti       | Comp            | Pres            | Reti            | Comp               | Pres               | Reti               | Comp        | Pres        | Reti        | Pres   | Reti   |
| --------------- | --------------- | --------------- | ---------- | ---------- | --------------- | --------------- | --------------- | ------------------ | ------------------ | ------------------ | ----------- | ----------- | ----------- | ------ | ------ |
| 2021-2022       | Sunderland      | FL1             | 34+3       | 0          | FACup+CdL       | 1+3             | 0               | -                  | -                  | -                  | FLT         | -           | -           | 41     | 0      |
| 2022-2023       | Sunderland      | FLC             | 28         | 5          | FACup+CdL       | 0               | 0               | -                  | -                  | -                  | -           | -           | -           | 28     | 5      |
| 2023-2024       | Sunderland      | FLC             | 8          | 0          | FACup+CdL       | -               | -               | -                  | -                  | -                  | -           | -           | -           | 8      | 0      |
| 2024-2025       | Sunderland      | FLC             | 15         | 2          | FACup+CdL       | -               | -               | -                  | -                  | -                  | -           | -           | -           | 15     | 2      |
| Totale carriera | Totale carriera | Totale carriera | 85+3       | 7          |                 | 4               | 0               |                    | -                  | -                  |             | -           | -           | 92     | 7      |